# Aonidomytilus sabatius
Aonidomytilus sabatius är en insektsart som beskrevs av Tippins 1968. Aonidomytilus sabatius ingår i släktet Aonidomytilus och familjen pansarsköldlöss. Inga underarter finns listade i Catalogue of Life.